# Musculus obliquus capitis superior
Musculus obliquus capitis superior er en lille vifteformet muskel forløbende imellem kraniebunden og tværtappen af C01. Den har et skråt bagudgående forløb fra udspringet på C01, opad imod kraniebunden. Musklen strækker det øvre nakkeled når den stimuleres på begge sider, men bøjer ledet til siden hvis den stimuleres usymmetrisk.

## Referrencer
1. ↑  Bojsen-Møller, Finn (2014). Bevægeapparatets Anatomi (13 udgave). Munksgaard. ISBN 978-87-628-0900-0.